# Rączna
Rączna – wieś w Polsce, położona w województwie małopolskim, w powiecie krakowskim, w gminie Liszki.

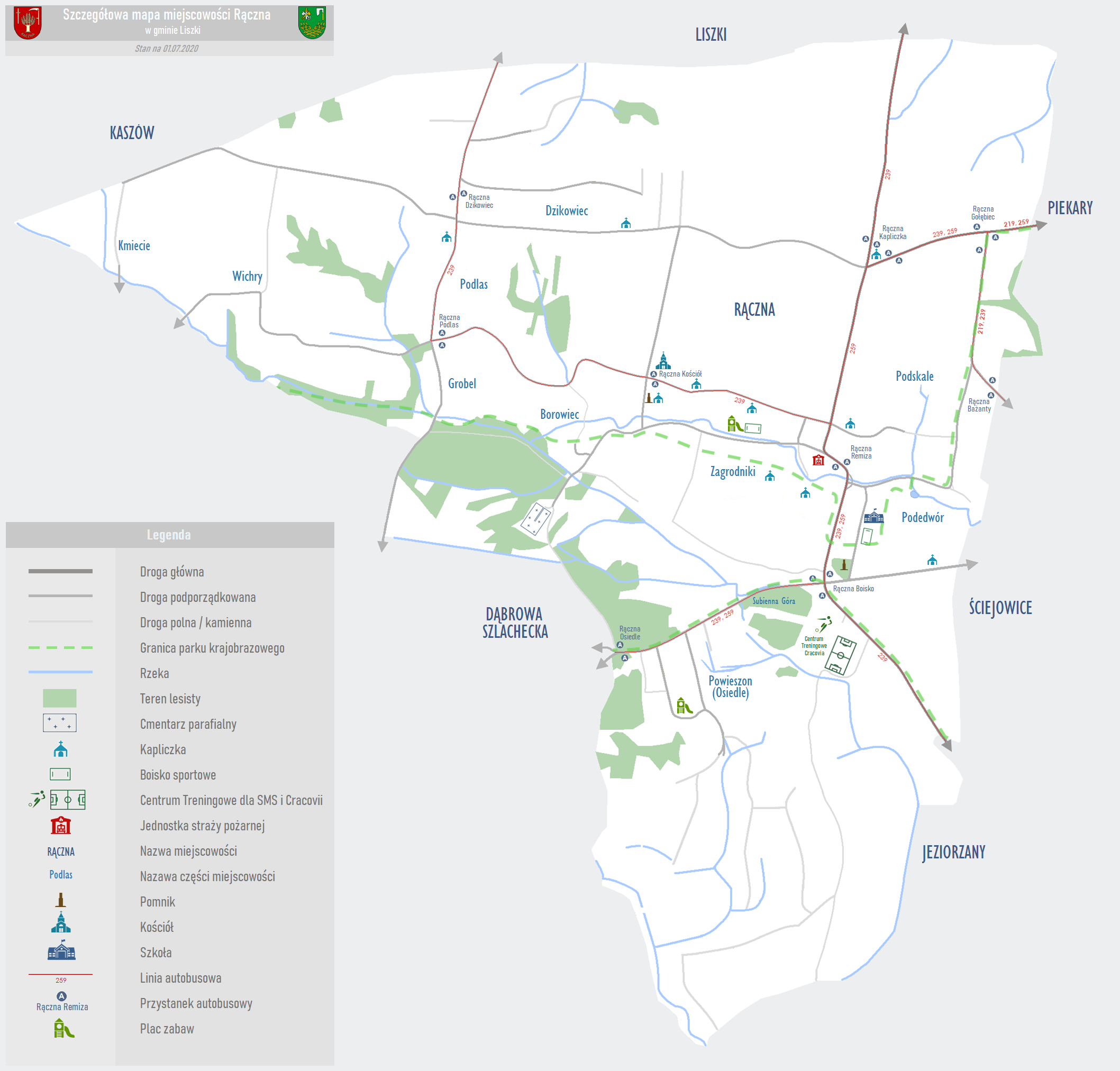
Szczegółowy plan miejscowości

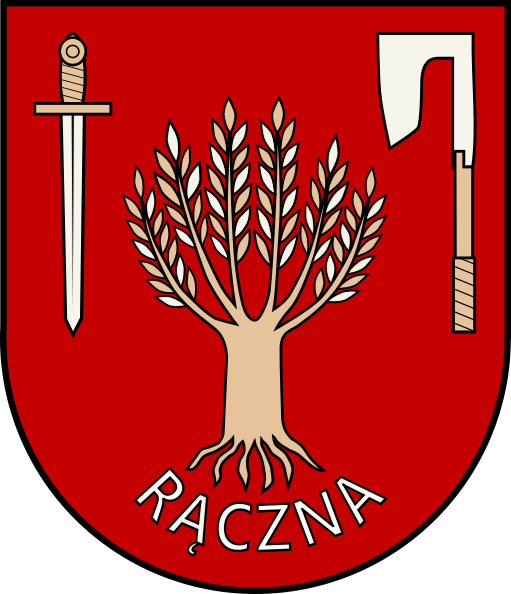
Nieformalny herb Rącznej

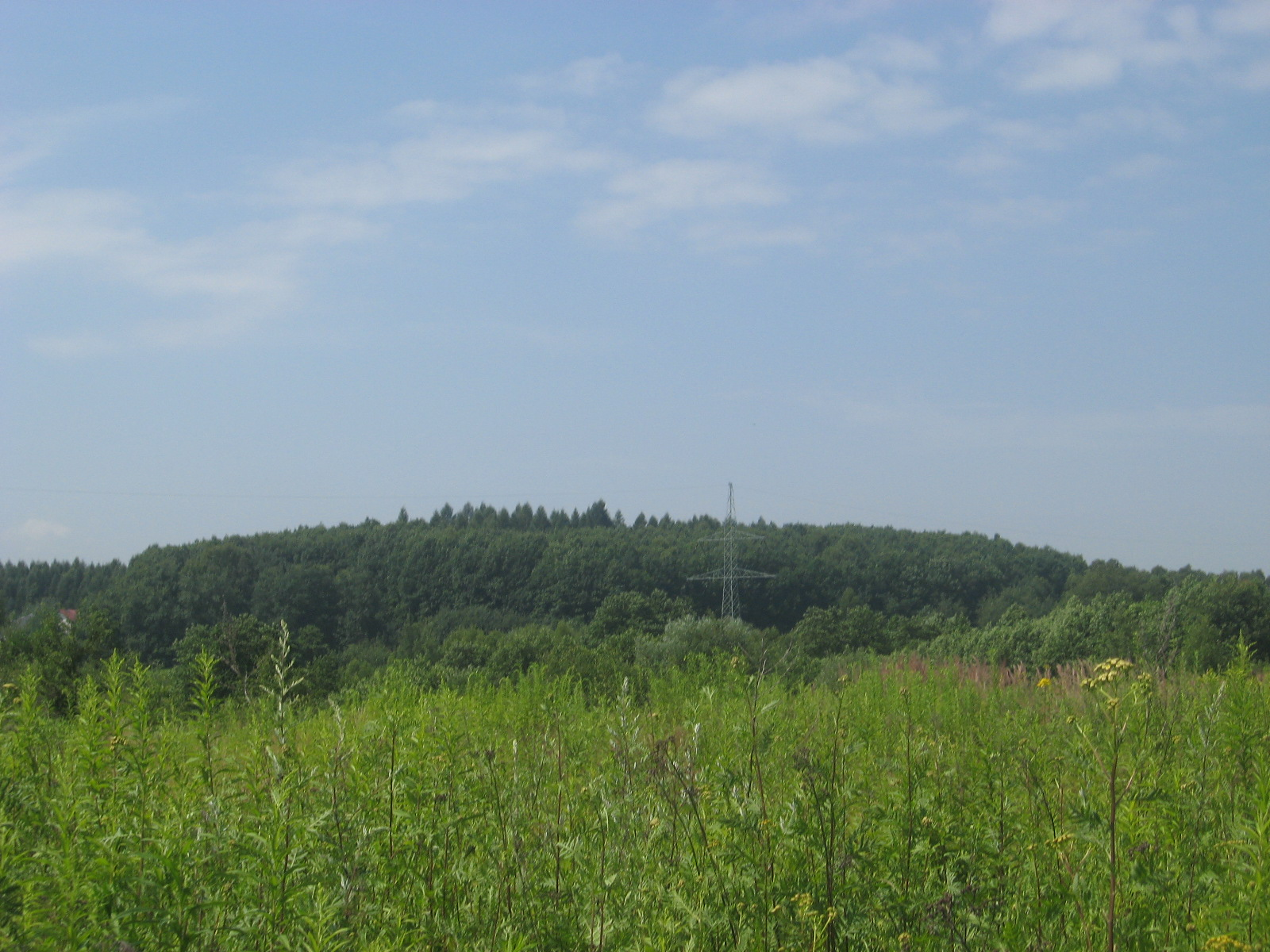
Widok na wzgórze Powieszon

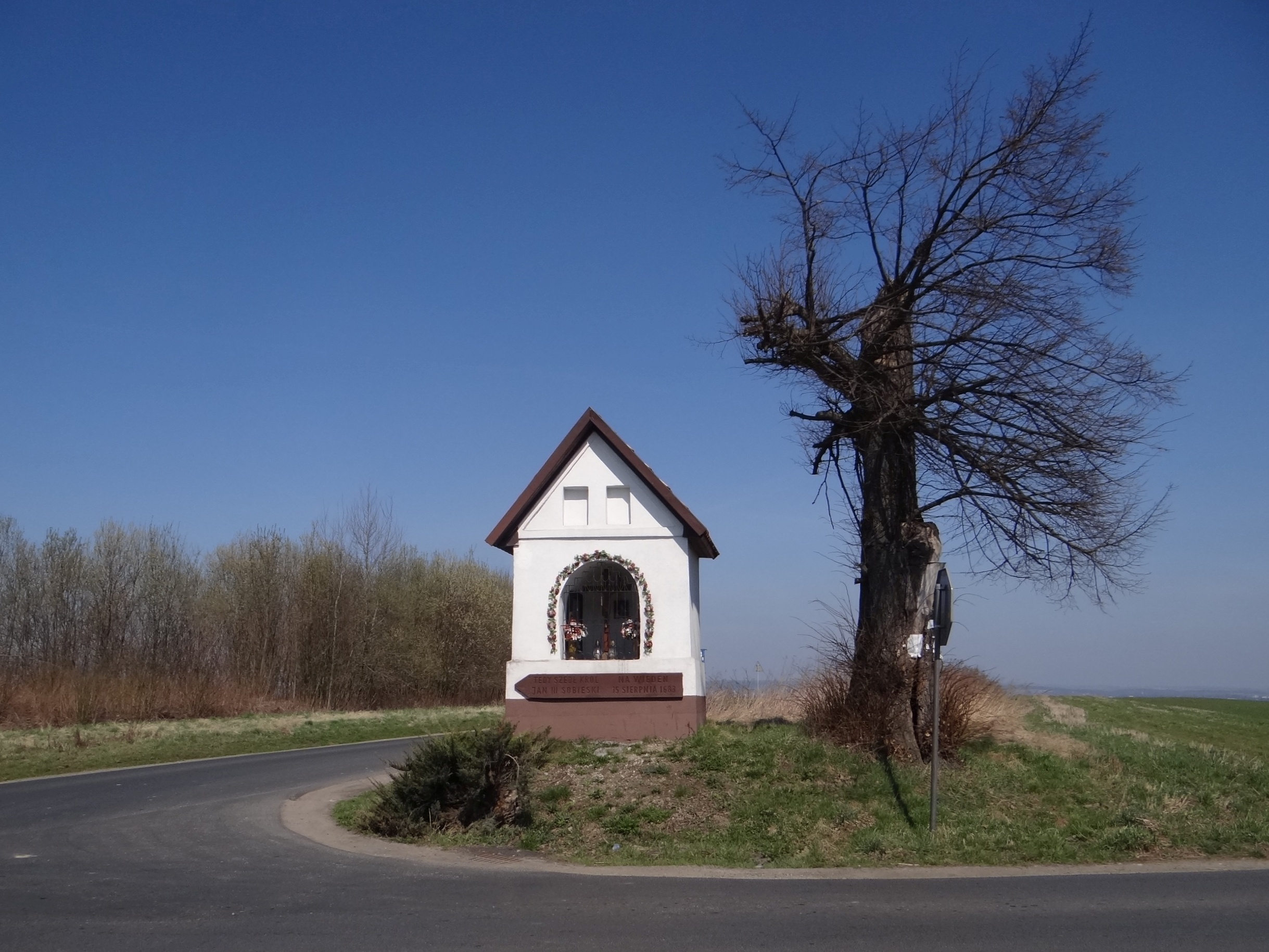
Kapliczka Sobieskiego

W latach 1975–1998 miejscowość administracyjnie należała do województwa krakowskiego. Miejscowość znajduje się w południowo-zachodniej części gminy, położona jest 18 km na zachód od centrum Krakowa. Jej powierzchnia wynosi 8,02 km², na dzień 14 kwietnia 2020 roku liczyła 2051 mieszkańców.
W Rącznej znajduje się Szkoła Podstawowa im. Króla Jana III Sobieskiego, działająca od 1892 roku, jednostka ochotniczej straży pożarnej, parafia rzymskokatolicka pw. Najświętszego Serca Pana Jezusa oraz cmentarz. W miejscowości działa przedszkole „Leśna Polana” znajdujące się na Wielkiej Drodze oraz klub sportowy LKS Strażak Rączna.

## Geografia

### Położenie
Rączna leży w mezoregionie zwanym Obniżeniem Cholerzyńskim w obrębie Bramy Krakowskiej. Tereny miejscowości włączone zostały w chroniony obszar Bielańsko-Tynieckiego Parku Krajobrazowego.
Od północy Rączna graniczy z Kaszowem i Liszkami, od wschodu z Piekarami i Ściejowicami, od południa z Jeziorzanami, od zachodu z Dąbrową Szlachecką (gmina Czernichów).
Miejscowość wchodzi w skład aglomeracji krakowskiej.
| SIMC    | Nazwa      | Rodzaj    |
| ------- | ---------- | --------- |
| 0325742 | Borowiec   | część wsi |
| 0325759 | Dzikowiec  | część wsi |
| 0325765 | Grobel     | część wsi |
| 0325771 | Kmiecie    | część wsi |
| 0325788 | Podedwór   | część wsi |
| 0325794 | Podlas     | część wsi |
| 0325802 | Powieszon  | część wsi |
| 0325819 | Wichry     | część wsi |
| 0325825 | Zagrodniki | część wsi |

### Ukształtowanie terenu
Wieś położona jest na terenie, którego ukształtowanie dokonało się w epoce plejstocenu. W czasie zlodowaceń lądolód skandynawski utworzył grubą warstwę materiału przyniesionego z utworów poprzedniego okresu jurajskiego.
Ocieplenie klimatu spowodowało topnienie lodowca, a spływające wody segregowały przyniesione materiały, tworząc obecną rzeźbę terenu wsi. Szeroka płaszczyzna w północnej części Rącznej ukształtowana jest dachowato z pochyleniem w kierunku południowym wsi i północnym w kierunku Liszek. W sąsiadującej od wschodu wsi Ściejowice powstało znaczne obniżenie terenu.
Płaszczyzna w północnej części wsi od wysokości około 250 m n.p.m. także ukształtowana dachowato obejmuje około 65% terenu wsi. Od strony południowej znajduje się rynna Skotnica, stanowiąca wygon dla bydła. W zachodnich terenach wsi, w przysiółkach Podlas i Zalas, znajduje się kilka wymytych głębokich rynien, które na wschód poszerzają dno w płaską dolinę.
Rynny te zbierają wody zaskórne, dając początek przepływającemu przez wieś potokowi Rączna.
Południowe tereny wsi to lekko nachylona płaszczyzna ku wschodowi, z wyjątkiem nieco wyżej położonego pasa gruntów ornych Zagrody.
Poniżej pasa gruntów ornych, od strony lasu w kierunku wschodnim rozciąga się płytka, podmokła dolina zakończona bezodpływowym jeziorkiem. W tej części obszaru są ogromne kopce o nazwie „Kościelec” na terenie wsi Ściejowice i Srebrna Góra oraz cypel skalny o nazwie „Powieszon” na terenie wsi Rączna.

### Warunki glebowe
Gleby wsi są pochodzenia polodowcowego i złożone głównie z utworów gliniastych, drobnoziarnistych i koloidalnych. Tego rodzaju gleby, ubogie w składniki pokarmowe są mało urodzajne, uniemożliwiają uprawę roślin o dużych wymaganiach, wymagają odwodniania i odkwaszania.
Z uwagi na właściwości fizyczne, chemiczne i biologiczne oraz przydatność gleb dla celów rolniczych, można wyróżnić trzy kompleksy glebowe:
- kompleks I to gleby gliniaste, stanowiące ponad 80% areału gruntów ornych położonych w północnej stronie wsi. Gleby te rozciągają się od wsi Ściejowice wzdłuż granicy wsi Liszki, Kaszów i Nowa Wieś. Każdy odcinek tych gruntów charakteryzuje się specyficznymi cechami i właściwościami, szczególnie bonitacyjnymi. Począwszy od wsi Ściejowice pod Gołębcem i Bażanty obszar 22 ha zaliczony do klasy II, dalej położone na zachód grunty orne na Wielkiej Drodze, na Kamyku i Zapusty zaliczone do klasy III, a obszar 197 ha oraz Dzikowiec obszar 30 ha zaliczone do klasy V, Zalas i Podlas o obszarze 178 ha zaliczone do klasy IV[11].
- kompleks II to grunty orne piaszczysto-gliniaste obejmujące południową część wsi Zagrody i pod Pastwiskiem o obszarze ponad 60 ha, zaliczone do klasy IVb i V[11].
- kompleks III to w południowej części wsi grunty zalesione o obszarze 42 ha oraz nieużytki o obszarze 8 ha zaliczone do klasy VI[11].

| Rodzaj                  | Powierzchnia | %    |
| ----------------------- | ------------ | ---- |
| Grunty orne             | 483,18 ha    | 60%  |
| Łąki                    | 97,25 ha     | 12%  |
| Sady                    | 46,6 ha      | 6%   |
| Nawsie                  | 10 ha        | 1%   |
| Pastwiska               | 44 ha        | 5%   |
| Lasy                    | 46,7 ha      | 6%   |
| Place budowlane         | 40,67 ha     | 5%   |
| Drogi                   | 20 ha        | 3%   |
| Nieużytki               | 7,5 ha       | 1%   |
| Inne (cmentarze, place) | 6,16 ha      | 1%   |
| Razem (Σ)               | 802,06 ha    | 100% |

Kompleks gleb łąkowych ciągnie się wzdłuż terenów przygranicznych wsi Jeziorzany, Żurawieniec, Podkącie i Podkółcze. Część gleb łąkowych to porośnięte dna zawilgoconych lub zabagnionych rynien i zagłębień terenowych, głównie w zachodniej części wsi, porośniętych roślinnością bagienną.

### Warunki klimatyczne
Rączna leży w strefie klimatu przejściowego z Wyżyny Krakowsko-Częstochowskiej do klimatu Niziny Nadwiślańskiej, charakteryzuje się dość dużą zmiennością. Najwięcej opadów przypada na czerwiec i lipiec, a najmniej na sierpień i wrzesień. Średnia temperatura roczna wynosi 8 °C. W lipcu średnia temperatura wynosi 8 °C, a średnia temperatura w lutym wynosi –2,8 °C. Wiosna i wiosenne prace polowe są zwykle opóźnione z powodu dużej wilgotności gleby i występujących do połowy kwietnia przymrozków. Opóźnienie to waha się w granicach 7 do 10 dni w stosunku do okolicy. Śnieg w zimie zalega 90 do 120 dni, w latach śnieżnych zim nawet do kwietnia. Okres wegetacyjny roślin waha się w granicach 180 do 210 dni.
Najczęściej wiejący wiatr przychodzi z zachodu, rzadziej wieje ze wschodu i południa. Jesienne przymrozki zdarzają się w październiku. Lata są umiarkowanie ciepłe, zimy zaś stosunkowo łagodne. Rączna nie leży w zasięgu pasów gradowych, gradobicia występują rzadko.

### Lesistość

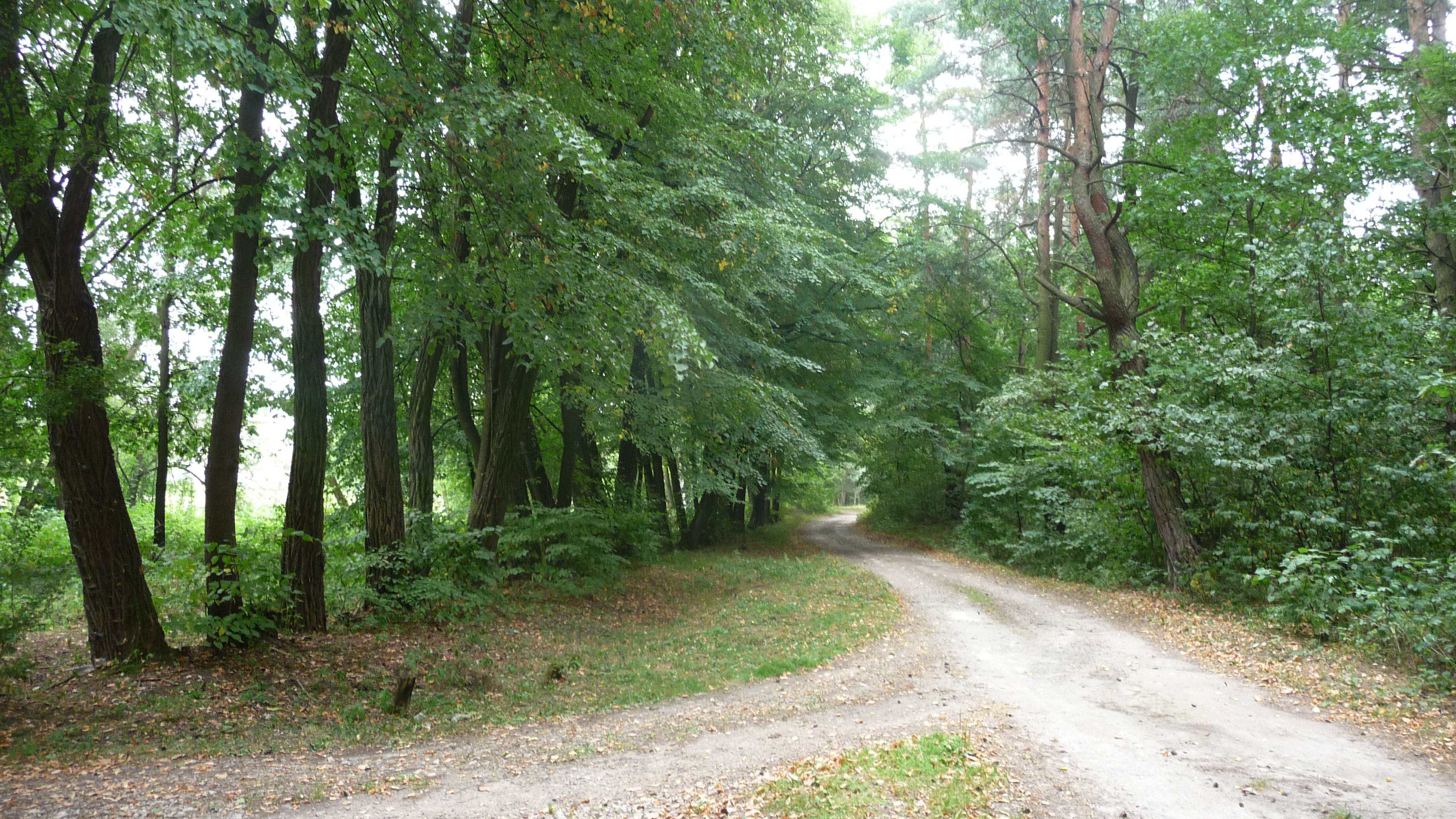
Stary Las w Rącznej

W Rącznej znajdują się 3 główne lasy, które łącznie zajmują 46,7 ha, co stanowi 6% całkowitej powierzchni wsi. W miejscowości wyróżniane są trzy kompleksy leśne:
- Stary Las – najstarszy i największy las w miejscowości. Znajduje się w zachodniej części wsi, jest podzielony między Rączną a Dąbrowę Szlachecką. Należy do obszaru Bielańsko-Tynieckiego Parku Krajobrazowego. Dużą powierzchnię lasu zajmują zbiorowiska leśne o charakterze pół–naturalnym. Składają się na niego głównie sosny i dęby. Występują tu m.in. konwalia majowa, borówka czarna, wrzos zwyczajny, trędownik bulwiasty, paprocie, sarna, tchórz, łasica[11].
- Las na Subiennej Górze – skała wapienna zalesiana w latach 60–70 XX wieku. Usytuowana w centrum wsi, tuż przy boisku sportowym. Pierwotnie kompleks iglasty, głównie sosny i modrzewie. Las przecinają linie wysokiego napięcia. Występują tu m.in. konwalia majowa, jeżyna fałdowana, wrzos zwyczajny, poziomka pospolita, paprocie, sarna, tchórz, łasica[11].
- Las na Powieszonie (również zwany Piec) – wzgórze wapienne, zalesiane w latach 50–60. XX wieku. Znajduje się w zachodniej części wsi, należy do obszaru Bielańsko-Tynieckiego Parku Krajobrazowego. Kompleks mieszany, występują sosny, modrzewie, brzozy, dęby, klony[11].

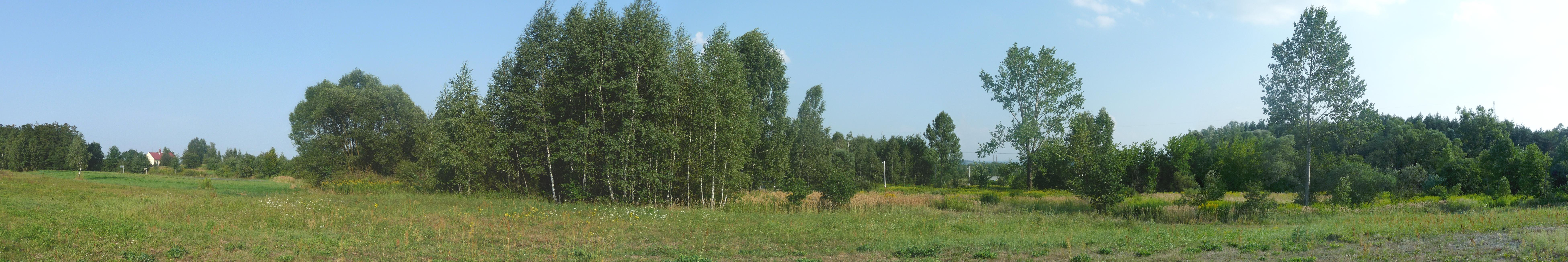
Widok na południowo-wschodnią część wsi (budynek szkoły, Mały Las, wzgórze Subienna Góra)

## Etymologia nazwy
Nazwa miejscowości według prof. Kazimierza Rymuta najprawdopodobniej pochodzi od potoku, nad którym leży wieś, nazwanego od szybkiego prądu wody. W swojej publikacji o nazwach miejscowych północnej części dawnego województwa krakowskiego wydanej w 1967 we Wrocławiu, Rymut wymienia nazwę w formie „Roczna” z roku 1393, „Ranczna” z 1470 i obecną „Rączna” istniejącą od 1680. W gwarze miejscowej → „rončna”, „rączy” podając znaczenie jako → szybki, bystry, „ręczny”, sprawny, biegły. Nazwa potoku w podanej przez Rymuta formie do dziś się nie zachowała. Rzeka płynąca przez wieś nosi nazwę „Rącznianka”.
Według ludowego przekazu nazwa „Rączna” pochodzi od ręcznej pracy mieszkańców, gdyż wieś słynie z ręcznie wykonywanych wyrobów wiklinowych. Jednak koszykarstwo we wsi rozpowszechniło się dopiero w XIX wieku, a zapiski o istnieniu wsi pochodzą już z XIV wieku.

## Historia

### Średniowiecze
Ziemia Krakowska w VI wieku była wylesiona do 30% i zamieszkała przez ludność osiadłą z plemienia wiślan, zajmujących się głównie uprawą roli. Tereny dzisiejszej Rącznej i okolic zamieszkiwała ludność pogańska. W XI wieku następcy Mieszka I sprowadzili do Polski Zakon O.O. benedyktynów, który osadzony został w Tyńcu na prawym brzegu Wisły w powiecie szczyrzyckim województwa krakowskiego. Zakon otrzymał w posiadanie wielkie obszary ziem, w tym tereny dzisiejszej Rącznej, a także specjalne przywileje i uprawnienia. Zamieszkała na terenach nadanych Zakonowi ludność wiejska, straciła prawo własności do ziemi, zachowując możliwość jej użytkowania. Zakon prowadził działalność osiedleńczą, zakładając osady, wsie i miasteczka.

### Nowożytność
Pierwszy zapis o istnieniu wsi pochodzi z roku 1393 wymienia ją w formie Roczna „Najstarsza księga sądu najwyższego prawa niemieckiego na zamku krakowskim”. W wieku XV wieś wspomina przywilej Kazimierza Jagiellończyka z dnia 6 października 1456, potwierdzający posiadłości klasztorne benedyktynów w Tyńcu. Z zapisu ks. Jana Długosza wynika, że we wsi Rączna istniał już folwark klasztorny. Zabudowania wsi układały się wokoło płytkiej niecki elipsowatego kształtu, przez którą przepływał strumyk. Wieś powstała na prawie niemieckim, z ograniczonym samorządem. Sądownictwo w pełni należało do klasztoru, a funkcje administracyjne pełnił sołtys. W XVI wieku rozwinęła się produkcja gorzałki, piwa, w spichlerzach gromadzono liczne zapasy zbóż. W Polsce nastały złote czasy zygmuntowskie, Rączna się rozbudowała, przybyło mieszkańców. Odkrycia geograficzne, napływ do Europy złota i srebra, otwarty dostęp do morza spowodowały zapotrzebowanie na produkty rolne powodując rozwój folwarków feudalnych.

#### Rozbiory Polski
W wyniku I rozbioru Polski w 1771 roku ustalono granicę państwa na Wiśle, odcinając Rączną od parafii w Tyńcu. Zmienione granice kraju spowodowały przeniesienie parafii do wsi Liszki. Tereny położone na północ od Wisły pozostały wraz z Krakowem nadal przy Rzeczypospolitej. W 1793 nastąpił II rozbiór Polski, w 1795 na skutek III rozbioru Polski państwo przestało istnieć. Po III rozbiorze Austria wprowadziła nowe rządy na przejętych terenach.
Po upadku Napoleona, zaborcy na Kongresie Wiedeńskim w 1815 utworzyli Wolne Miasto Kraków, w obrębie którego znalazła się Rączna. Folwarki w Rącznej oddano w dzierżawę osób prywatnych.

### Historia najnowsza
W 1848 Komisja Uwłaszczeniowa przekazała na własność mieszkańcom użytkowane przez nich grunty. Sytuacja mieszkańców pod zaborem austriackim uległa poprawie dzięki rozwijającemu się koszykarstwu. Jednak brak funduszy na zakup surowców doprowadziło do dominacji lichwiarzy głównie żydowskich. Umożliwienie wsi Rączna korzystania z kredytów nastąpiło po roku 1900, kiedy to powstała w Liszkach spółka z nieograniczoną odpowiedzialnością, obejmująca ówczesną parafię Liszki. Narastała potrzeba zdobywania umiejętności czytania i pisania. W 1870 roku wybudowano budynek mający dwie sale szkolne oraz mieszkanie dla nauczyciela. Wobec wzrastającej liczby uczniów Rada Szkolna Miejscowa podjęła uchwałę sprzedaży starego budynku i wybudowaniu większego. Nowy budynek szkoły zlokalizowano na parceli 1,4 ha na pagórku na końcu wsi, z uwagi na ułatwienie dostępu do szkoły dzieciom ze wsi Ściejowice i Jeziorzany.
Pod koniec XIX wieku docierała już do wsi prasa ludowa. Pod wpływem docierających na wieś nowości zaznaczył się postęp w budownictwie mieszkaniowym. W nowo wybudowanych domach często wydzielano izbę kuchenną i ogólnie użytkową, w kuchni budowano piec z blachą do gotowania i wbudowanym piekarnikiem do wypieku chleba. W izbach powiększano okna, podłogi były najczęściej gliniane, dachy pokrywano najczęściej słomą, izby oświetlano w razie potrzeby łojówkami, a później lampami naftowymi. W sposobie odżywania nastąpiły istotne zmiany, ziemniaki zdominowały inne pokarmy i były spożywane znacznie częściej. W życiu codziennym poza garnkami żeliwnymi i blaszanymi używano w gospodarstwie naczyń drewnianych i glinianych.

#### Wielka wojna
W pierwszych dniach sierpnia 1914 roku ogłoszono w Galicji powszechną mobilizację i powołano do wojska z Rącznej 150 mężczyzn do 42 roku życia. 7 września 1914 powołano pięć roczników mężczyzn do wojska. Z braku nauczycieli powołanych do służby wojskowej z dniem 9 listopada zamknięto naukę w szkole, ponownie otwarto w kwietniu 1915. Zaostrzona kontrola ruchu odcięła wieś od miasta Krakowa, uniemożliwiając wymianę towarową. Przedłużająca się wojna powodowała braki w zaopatrzeniu ludności cywilnej, a rekwizycje żywności pozbawiały wieś środków do życia. W Rącznej zaczął szerzyć się głód, wycieńczona ludność ulegała chorobom i epidemiom takim jak tyfus plamisty, czerwonka, grypa.
Po wojnie do wsi nie wróciło ponad 15% zmobilizowanych. Państwa Ententy (Wielka Brytania, Francja i Rosja) zwyciężyły wojnę, pokonując Państwa centralne (Cesarstwo Niemieckie, Monarchia Austro-Węgierska, Carstwo Bułgarii i Imperium osmańskie). Po odzyskaniu niepodległości wieś zaczęła się powoli odbudowywać, mając na sobie brzemię 123 lat niewoli, skutki I wojny światowej.

#### Okupacja hitlerowska
1 września 1939 władze kraju ogłosiły powszechną mobilizację i atak Niemiec na Polskę. Wielu mieszkańców Rącznej udało się na tułaczkę na wschód, jednak znaczna część powróciła, gdy w wędrówce wyprzedzili ich żołnierze niemieccy.
Uboga wieś nie była przygotowana na trudności w zaopatrzeniu, po kilku dniach w sklepach nie było nic do kupienia. Niemcy na przejętych terenach zorganizowali administrację i wprowadzili reglamentację na wszystkie towary. Przejawy oporu hitlerowcy bezwzględnie zwalczali. Program nauczania w szkole podstawowej ograniczono do uczenia czytania, pisania i rachunków, szkoły średnie i uczelnie wyższe zamknięto. Społeczność Rącznej przeżyła jednak wojnę bez większych strat. Tragedia jednak wydarzyła się w sąsiednich wsiach Kaszów i Liszki, której bezpośrednią przyczyną było zdemolowanie mleczarni pod koniec czerwca 1943 we wsi Rybna. Prowadzone przez żandarmów śledztwo wykazało, jakoby ślady prowadziły do wsi Kaszów. 1 lipca w nocy żandarmi otoczyli wieś i dokonali pacyfikacji, mordując 27 mieszkańców i paląc kilkanaście domów. 4 lipca w podobny sposób przeprowadzono pacyfikację wsi Liszki, mordując 29 mieszkańców.

#### Polska Rzeczpospolita Ludowa
Po zwycięstwie Armii Czerwonej i zakończeniu wojny przystąpiono do odbudowy zniszczonego kraju. Rączna zaczęła wspólnie z gminą i sąsiednimi wioskami odbudowywać zniszczone wojną domy. Za rządów Władysława Gomułki zaczęło dochodzić do coraz częstszych strajków, które spowodowały zahamowanie produkcji. W sklepie w Rącznej zaczęło brakować towarów, mieszkańcy żywili się własnymi uprawami i hodowlami.
Do roku 1986 w Rącznej nie było kościoła, dlatego wierni w niedzielną mszę gromadzili się na łące przy niewielkiej kapliczce, zbudowanej prawdopodobnie w 1929. 24 maja 1971 roku do Rącznej przybył kard. Karol Wojtyła, aby wesprzeć mieszkańców w zamiarze budowy kościoła. Przy tej kapliczce kard. Wojtyła spotkał się z mieszkańcami, wypowiedział tam słowa: „Jestem z Wami! Nie lękajcie się”.

#### Współcześnie (XXI wiek)
Poza specjalistyczną uprawą wikliny koszykarskiej, mieszkańcy Rącznej uprawiają żyto, owies, pszenica, jęczmień jary, ziemniaki, buraki pastewne, jako poplon uprawia się rzepę ścierniskową. Niewielkie gospodarstwa hodują małe stadka kur i pojedyncze sztuki trzody chlewnej, głównie na własne potrzeby, większe gospodarstwa chowają bydło mleczne i trzodę chlewną. Jednak we wsi obserwowana jest rosnąca semiurbanizacja, liczba gospodarstw rolnych i osób zajmujących się wyplataniem koszyków wiklinowych maleje. Spada popyt na płody rolne i wyroby wiklinowe, coraz więcej mieszkańców pracuje w usługach poza terenem wsi.
W 2011 roku obchodzona była rocznica 200 lat istnienia oświaty w Rącznej oraz 120 lat działalności szkoły w obecnym budynku. W szkole podstawowej odbył się XI Festyn Rodzinny.
25 sierpnia 2013 roku Rączna była organizatorem Dożynek Gminnych. Ceremonię rozpoczęła uroczysta msza święta odprawiona w intencji plonów i rolników w kościele parafialnym w Rącznej wspólnie przez proboszcza ks. Jacka Strzeleckiego i jego poprzednika ks. Wojciecha Głowę. Organizatorami dożynek był Urząd Gminy Liszki wspólnie ze Stowarzyszeniem „Przyjaciół Wsi Rączna”, OSP Rączna i Samorządem Sołectwa Rączna.
Od maja 2015 do 2018 roku przez miejscowość przebiegał Lisiecki półmaraton Siemaszki z cyklu Biegam w Małopolsce. Długość trasy wynosiła ok. 21 km, limit czasu na ukończenie biegu wynosił 3 godziny. Cykl składał się z imprez sportowo-rekreacyjnych w Centrum Edukacyjnym Radosna Nowina 2000 w Piekarach.

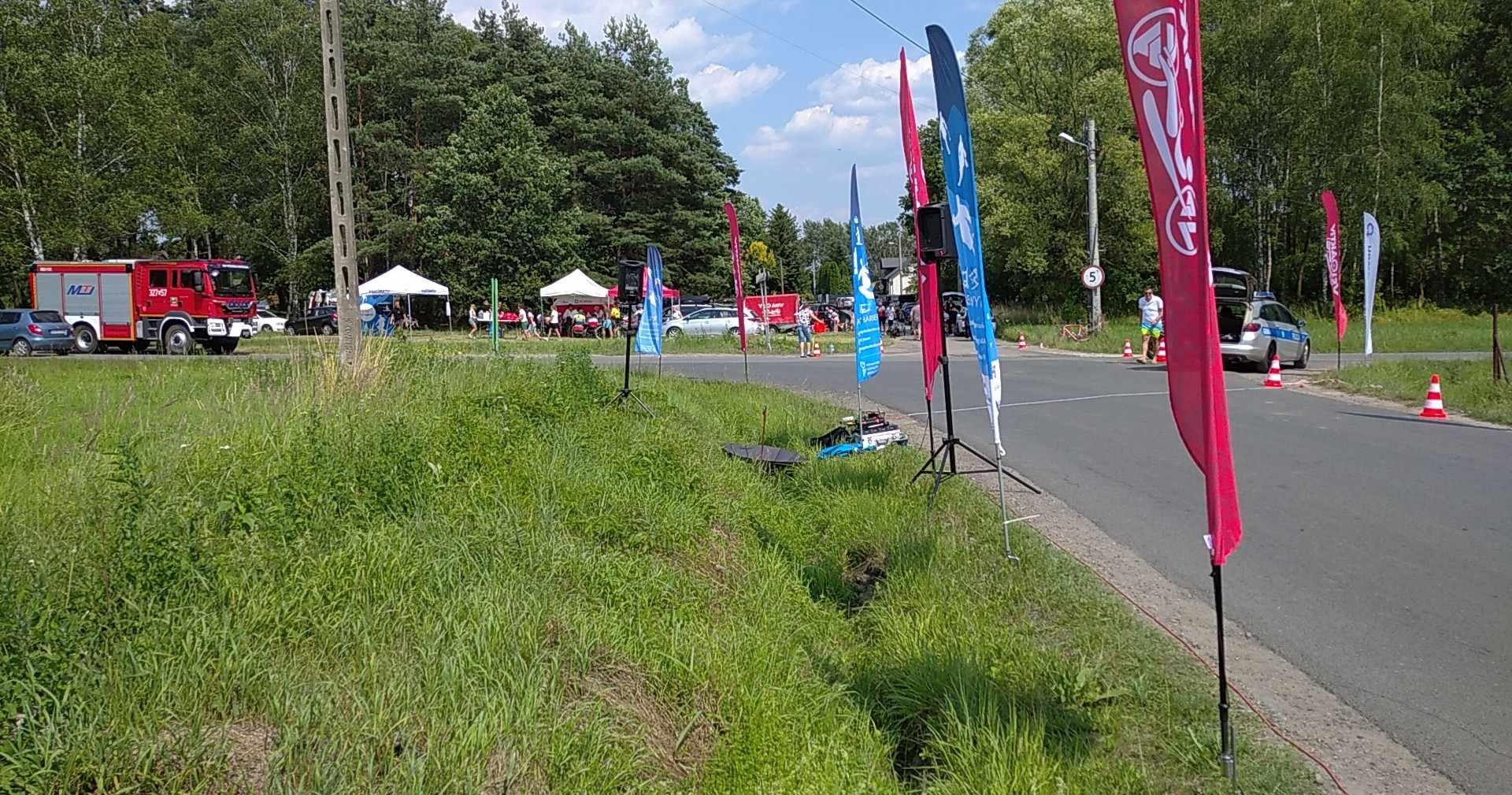
Małopolska Handbike CUP w 2023 roku

W dniach 15 i 16 października 2022 roku w Rącznej odbyła się pierwsza edycja zawodów w parakolarstwie szosowym pn. „Małopolska Handbike Cup” zorganizowanych przez Fundację Aktywni Bez Barier oraz Stowarzyszenie Veloaktiv. 8 i 9 lipca 2023 roku odbyła się druga edycja wyścigu w której udział wzięło około 80 zawodników z niepełnosprawnością. W imprezie udział wzięli zawodnicy Kadry Polski, a także kolarze z Czech, Słowacji i Ukrainy. Początek i koniec trasy mieścił się obok Centrum Treningowego Cracovii. Odbyły się trzy grupy startowe: handbike, rowery klasyczne i tandemy. Wyodrębniono dwa etapy wyścigu: indywidualny na czas i ze startu wspólnego.

## Komunikacja

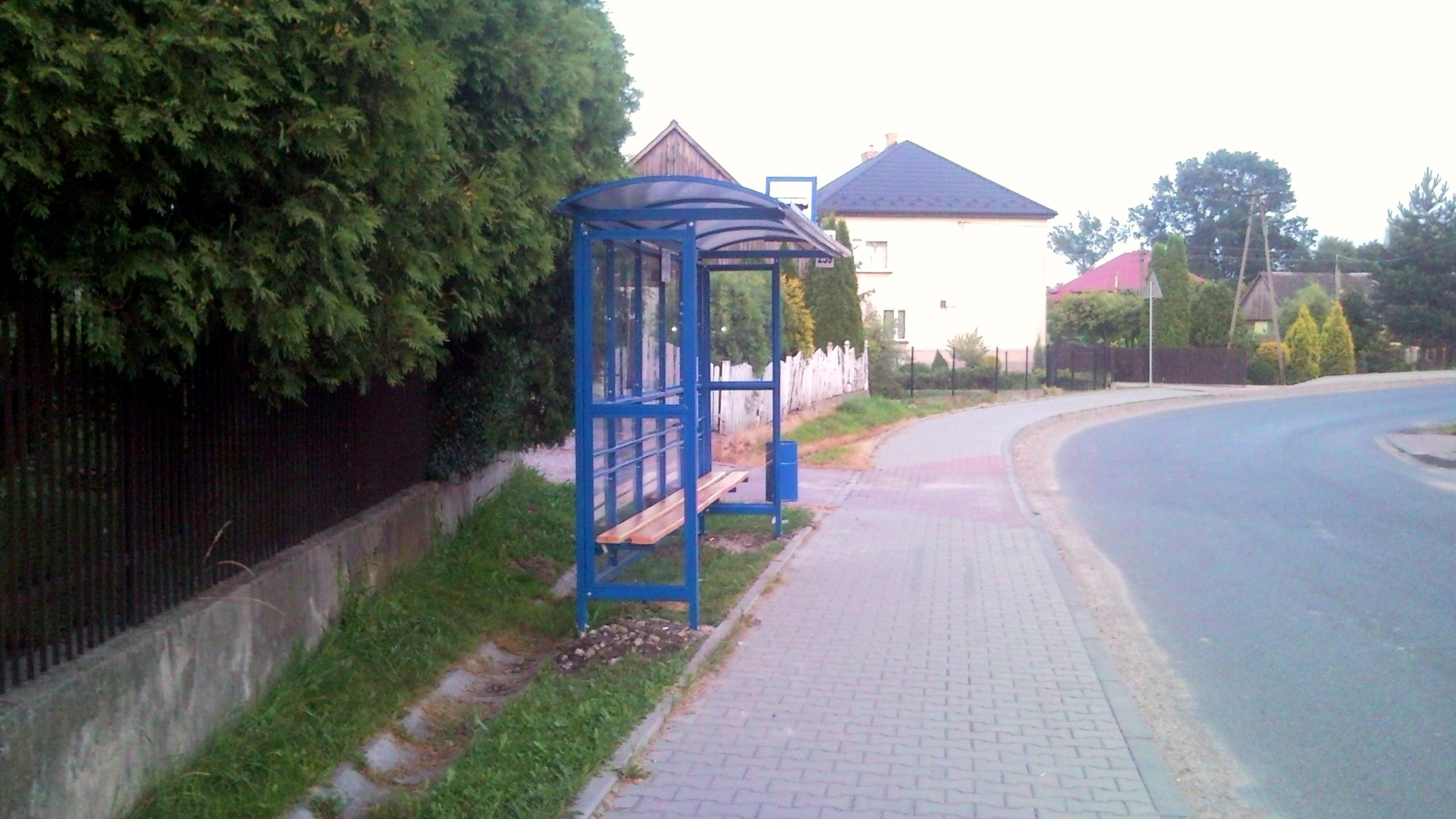
Przystanek autobusowy „Rączna Remiza”

Do Rącznej można dojechać od strony Liszek ul. króla Jana III Sobieskiego oraz ul. Czernichowską, które łączą się z drogą wojewódzką nr 780. Z Krakowa do Rącznej prowadzi ul. Mirowska biegnąca przez Piekary. Rączna łączy się z sąsiednimi wioskami drogami gminnymi.
3 km od Rącznej we wsi Jeziorzany znajduje się prom międzybrzegowy na Wiśle łączący gminę Liszki z gminą Skawina.
W Balicach 8 km od Rącznej znajduje się port lotniczy Kraków-Balice wraz z lądowiskiem Balice-LPR jako baza Lotniczego Pogotowia Ratunkowego.

### Przystanki oraz linie autobusowe
We wsi znajduje się osiem przystanków autobusowych. Rączną obejmują trzy linie autobusowe MPK Kraków. Linia 219 łącząca Osiedle Podwawelskie z Jeziorzanami, linia 239 łącząca Salwator z Wołowicami oraz linia 259 łącząca Salwator z Czernichowem. 
Uzupełnieniem komunikacji są Małopolskie Linie Dowozowe (MLD), obsługiwane przez Koleje Małopolskie. Linia A14 łącząca Spytkowice z Dworcem MDA oraz linia A44 łącząca Baczyn z Dworcem MDA.
| Nazwa przystanku                   | Nr linii                | Lokalizacja | Współrzędne                                   |
| ---------------------------------- | ----------------------- | --- | --------------------------------------------- |
| Rączna Kapliczka                   | 259, 279, A14, A44      | Przystanek zlokalizowany jest przy Kapliczce Sobieskiego, na południe od strony Liszek na skrzyżowaniu ul. króla Jana III Sobieskiego i ul. Dzikowiec | 50°00′54,8″N 19°46′07,2″E/50,015222 19,768667 |
| Rączna Remiza                      | 239, 259, A14           | Przystanek zlokalizowany jest w centrum miejscowości, nieopodal budynku OSP, sklepu abc i szkoły podstawowej                                          | 50°00′29,2″N 19°46′02,3″E/50,008111 19,767306 |
| Rączna Cracovia Centrum Treningowe | 239, 259, A14           | Przystanek zlokalizowany jest tuż przy Centrum treningowym Cracovia na skrzyżowaniu dróg w kierunku Ściejowic, Jeziorzan i Dąbrowy Szlacheckiej       | 50°00′13,9″N 19°45′59,1″E/50,003861 19,766417 |
| Rączna Osiedle                     | 259                     | Przystanek mieści się na pętli przy osiedlu Powieszon tuż na granicy z Dąbrową Szlachecką ul. Królewskiej i ul. Bielańskiej                           | 50°00′04,5″N 19°45′19,7″E/50,001250 19,755472 |
| Rączna Dzikowiec                   | 239                     | Przystanek znajduje się w zachodniej części miejscowości, na południe od strony Liszek ul. Wołowskiej                                                 | 50°01′02,5″N 19°44′46,0″E/50,017361 19,746111 |
| Rączna Podlas                      | 239                     | Przystanek znajduje się w zachodniej części miejscowości, na północ od strony Dąbrowy Szlacheckiej ul. Długiej                                        | 50°00′44,3″N 19°44′42,2″E/50,012306 19,745056 |
| Rączna Gołębiec                    | 219, 259, 279, A14, A44 | Przystanek zlokalizowany przy sklepie Lewiatan, na zachód od Piekar, przy skrzyżowaniu drogi w kierunku Ściejowic                                     | 50°00′59,3″N 19°46′30,9″E/50,016472 19,775250 |
| Rączna Bażanty                     | 219, 259, 279           | Przystanek mieści się we wschodniej części Rącznej, przy wjeździe do miejscowości Ściejowice                                                          | 50°00′40,5″N 19°46′30,6″E/50,011250 19,775167 |

## Infrastruktura i gospodarka
W miejscowości znajduje się remiza ochotniczej straży pożarnej. W zakresie bezpieczeństwa publicznego Rączna podlega Komisariatowi Policji w Zabierzowie. We wsi działają cztery sklepy spożywczo–przemysłowe. Dwa z nich mieszczą się w Centrum, trzeci na Podlesiu, czwarty na Wielkiej Drodze. Najbliższy ośrodek zdrowia mieści się w Liszkach. Pomocą społeczną Rącznej zarządza Gminny Ośrodek Pomocy Społecznej w Liszkach. Punkty apteczne znajdują się w Liszkach oraz Piekarach. Najbliższy urząd pocztowy mieści się w Liszkach.
Rączna ma własne ujęcie wody, które zaopatruje w wodę całą miejscowość, Jeziorzany i częściowo Ściejowice. Wieś nie ma sieci kanalizacyjnej. Długość czynnej sieci kanalizacyjnej na terenie gminy Liszki wynosiła na dzień 31 grudnia 2003 25,2 km. Przez obszar Rącznej przebiega magistralny gazociąg wysokoprężny 6,3 MPa relacji Skawina–Zabierzów. Podstawową osią zasilającą system zaopatrzenia w gaz na terenie wsi jest gazociąg średnioprężny o średnicy 150 mm relacji Kryspinów–Liszki–Kaszów. Zaopatrzenie w energię elektryczną terenu wsi jest realizowane za pośrednictwem sieci rozdzielczej średniego napięcia 15 kV, której głównym elementem są linie napowietrzne 15 kV łączące się w rozdzielni sieciowej RS Cholerzyn. Na terenie Rącznej działa sieć telefonii kablowej Orange Polska.

## Demografia
Pierwsze dane o liczbie ludności dotyczące Rącznej pochodzą z 1590, wieś liczyła wtedy 44 rodziny i 260 mieszkańców oraz użytkowała 29,2% gruntów ogólnego areału. W 1690 wieś liczyła 60 chat i 400 mieszkańców, użytkując 38,8% ogólnego areału ziemi. W 1848 70 gospodarstw rolnych i liczyła 520. W 1888 wieś znacznie się rozbudowała, licząc 161 chat oraz 955 mieszkańców w tym 11 osób izraelitów. W 1908 wieś liczyła 220 chat i domów oraz 1300 mieszkańców. W 1920 wieś liczyła 1421 mieszkańców. W 1939 wieś liczyła 1495 mieszkańców. W 1945 Rączna liczyła 1532 mieszkańców. W 1965 wieś liczyła 1606 mieszkańców. W 1985 wieś liczyła 1600 mieszkańców. W 1990 wieś zamieszkiwało 1667 osób, z tej liczby zatrudnionych w rolnictwie było 175 osób, w wieku produkcyjnym było 481 osób. W 2006 wieś liczyła 1763 mieszkańców. W 2010 wieś zamieszkiwało 1736 osób. W 2011 roku wieś zamieszkiwało 1810, w tym mężczyzn 869 a kobiet 941. W 2014 roku wieś zamieszkiwało 1805 osób. W 2017 roku liczba ludności wyniosła 1956 osób w tym: 1010 kobiet i 946 mężczyzn.

Dane o ludności z 31 marca 2011:
| Opis                                | Ogółem | Ogółem | Kobiety | Kobiety | Mężczyźni | Mężczyźni |
| ----------------------------------- | ------ | ------ | ------- | ------- | --------- | --------- |
| Jednostka                           | osób   | %      | osób    | %       | osób      | %         |
| Populacja                           | 1810   | 100    | 941     | 51,99   | 869       | 48,01     |
| Wiek przedprodukcyjny (0–17 lat)    | 399    | 22,04  | 204     | 11,27   | 195       | 10,77     |
| Wiek produkcyjny (18–65 lat)        | 1197   | 66,13  | 592     | 32,71   | 605       | 33,43     |
| Wiek poprodukcyjny (powyżej 65 lat) | 214    | 11,82  | 145     | 8,01    | 69        | 3,81      |

## Kultura, oświata i sport

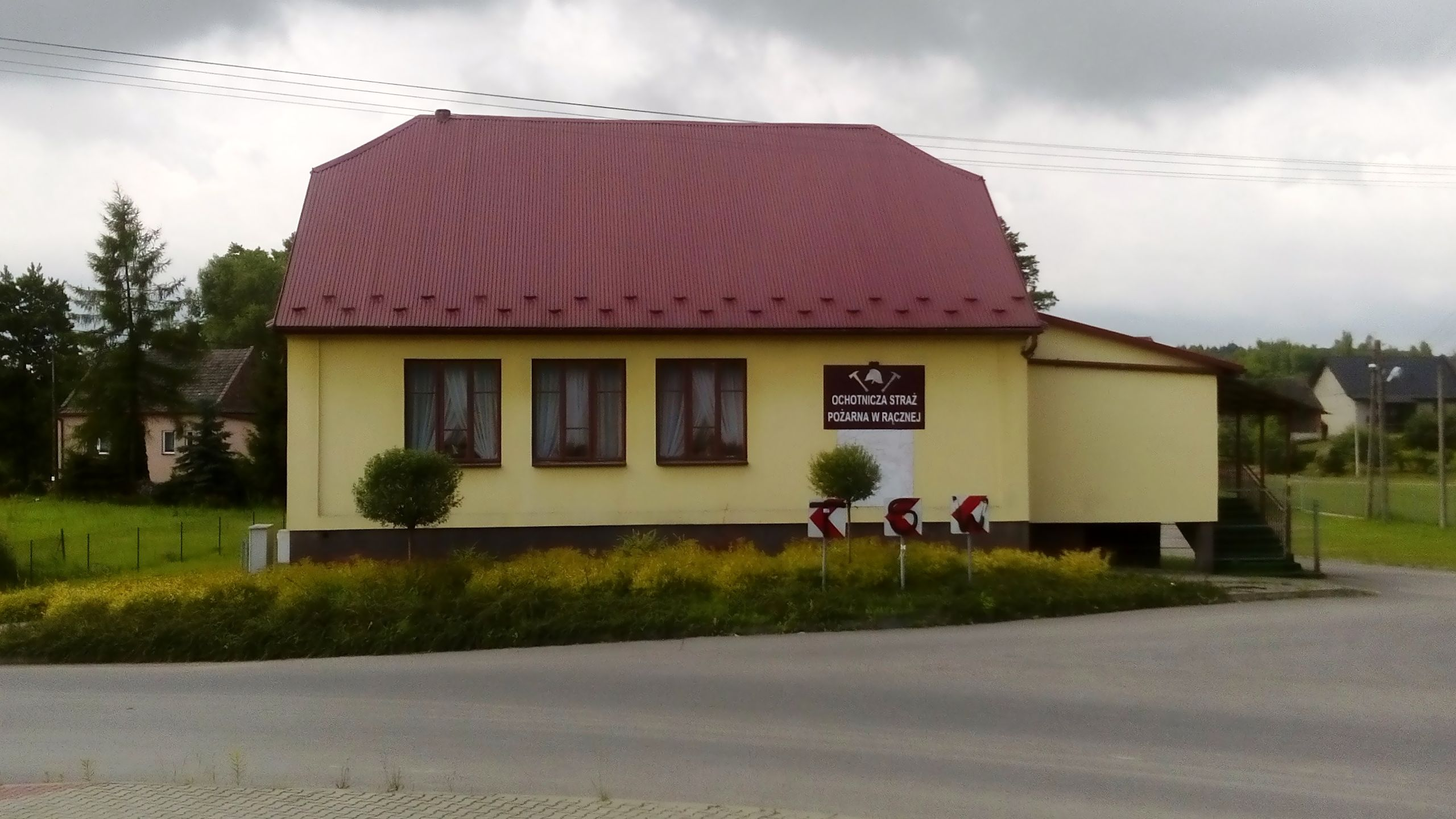
Rączna Centrum budynek OSP

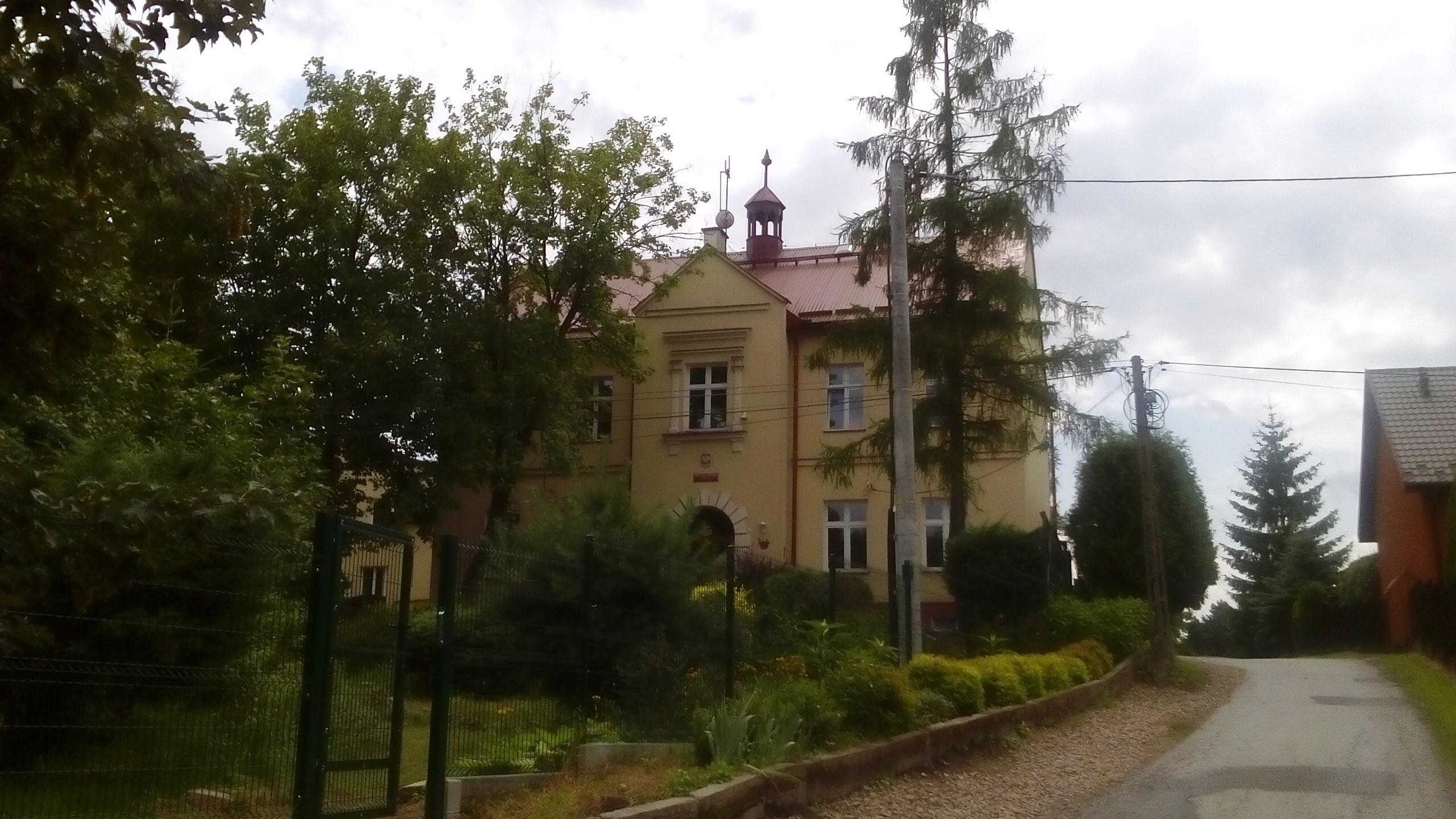
Budynek szkoły podstawowej wzniesiony w 1892 roku

Miejscem upowszechniania kultury jest remiza ochotniczej straży pożarnej, budynek szkoły podstawowej oraz boisko sportowe. Organizatorem różnego rodzaju imprez jest sołtys wsi, a także stowarzyszenie „Przyjaciół Wsi Rączna”, strażacy, jak i dyrekcja szkoły. Imprezy wspierane są przez gminę Liszki, sąsiednie miejscowości, jak i prywatnych sponsorów.
W Rącznej znajduje się Szkoła Podstawowa im. Króla Jana III Sobieskiego. Najbliższe szkoły ponadpodstawowe znajdują się w Piekarach w Centrum Edukacyjnym „Radosna Nowina 2000”, Zespół Szkół Rolniczych im. Franciszka Stefczyka w Czernichowie i Krakowie. We wsi działa niepubliczne przedszkole „Leśna Polana”.
We wsi działa założony w 1970 roku Klub Sportowy LKS „Strażak” Rączna, którego największym sukcesem był awans do klasy okręgowej w sezonie 1985/86. W miejscowości znajdują się boiska. Pierwsze było głównym boiskiem klubu, znajdujące się przy Subiennej Górze, na jego miejscu powstał ośrodek treningowy Cracovia Training Center do którego LKS ma dostęp. Drugie znajdowało się przy szkole, jednak z powodu rozbudowy szkoły zostało ono zlikwidowane w 2021 roku. Trzecie powstałe w 2014 roku znajduje się w centrum wsi niedaleko remizy. W Rącznej znajdują się dwa place zabaw. Jedno usytuowane na Osiedlu, a drugie w centrum niedaleko remizy tuż obok boiska.

### Ośrodek treningowy Cracovia

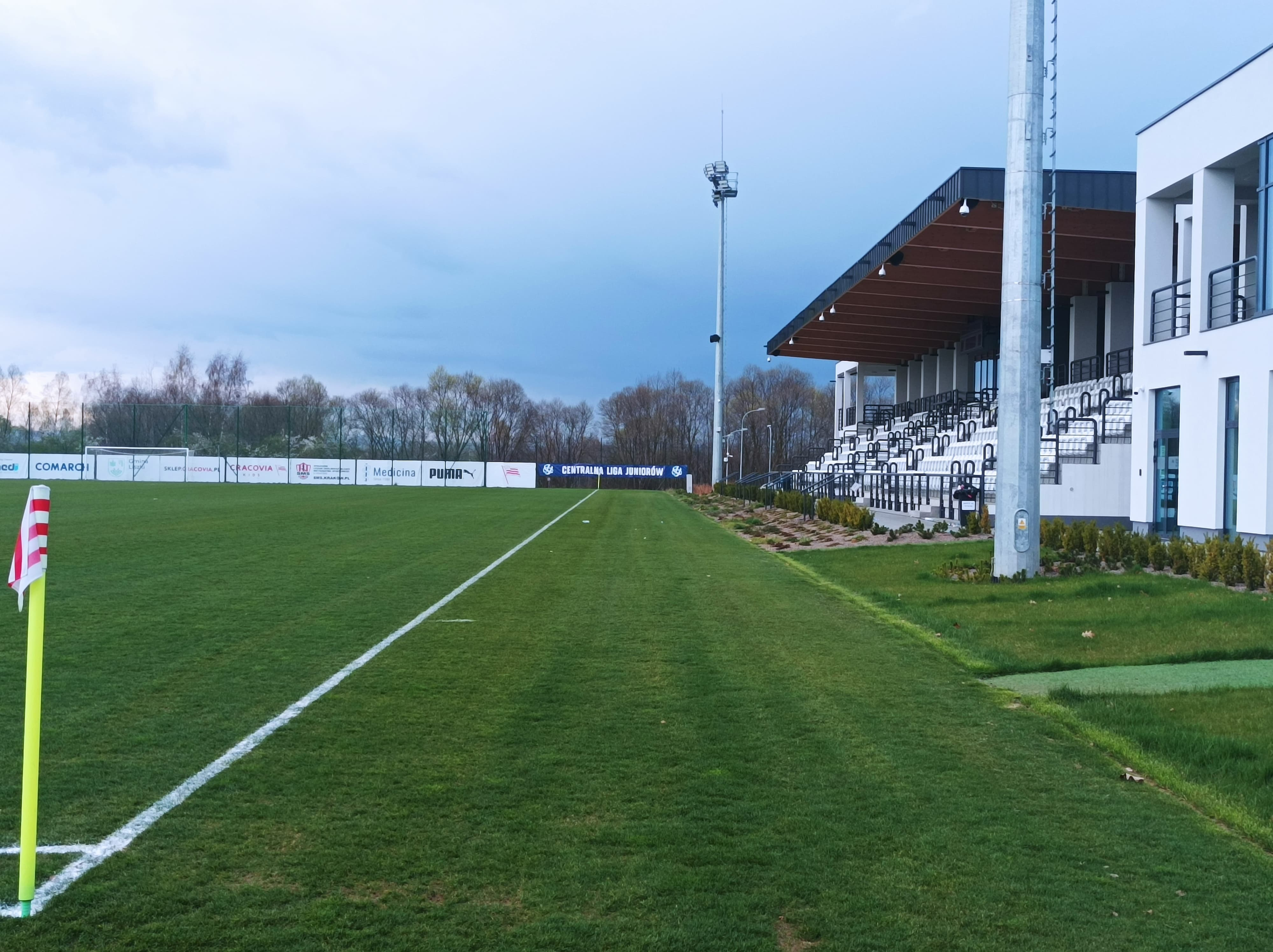
Cracovia Training Center w kwietniu 2022 roku

14 stycznia 2016 roku Gmina Liszki podpisała z Klubem Sportowym Cracovia umowę dzierżawy terenów w Rącznej. Okres dzierżawy wynosi 29 lat i sześć miesięcy. Na ok. 6 ha działce powstało Centrum treningowe Cracovia zajmujące 3000 m² o kubaturze ponad 15 000 m³ w skład którego wchodzą: cztery pełnowymiarowe, w tym dwa oświetlone boiska trawiaste. Jedno pełnowymiarowe, oświetlone boisko trawiaste z podgrzewaną murawą oraz stadionem, które spełnia wymogi licencyjne na III ligę. Jedno pełnowymiarowe, oświetlone boisko ze sztuczną murawą. Oświetlone boisko ze sztuczną nawierzchnią kryte balonem w okresie jesienno-zimowym. Boiska do siatkonogi. Na terenie ośrodka powstało kompleksowe zaplecze z siłownią, salą do ćwiczeń, odnową biologiczną, gabinetem fizjoterapeutycznym i terapii manualnej, krioterapią, fizykoterapią, jacuzzi, saunami, basenami, jedenaście szatni, hotel z 25 pokojami, który jest w stanie przyjąć ok. 50 gości, restauracja, centrum konferencyjne, centrum badawcze, które działa na mocy współpracy Cracovii z Akademią Wychowania Fizycznego w Krakowie w zakresie fizjologii sportu. Centrum jest dostępne dla miejscowej społeczności a jedno z boisk udostępnione dla klubu „Strażak” Rączna.
31 maja 2019 roku wmurowano kamień węgielny rozpoczynający budowę ośrodka. W uroczystościach brali udział: wojewoda małopolski Piotr Ćwik, szef Ekstraklasy SA Marcin Animucki, prezes Małopolskiego ZPN Ryszard Niemiec, prezes MKS Cracovia Janusz Filipiak, wójt gminy Liszki Paweł Miś, sołtys Krzysztof Krupa, radni, kibicie i mieszkańcy. Generalnym wykonawcą jest przedsiębiorstwo  Łęgprzem.
Planowano zakończenie inwestycji do końca lipca 2020 roku, jednak z powodu pandemii COVID-19 prace przesunęły się o kilka miesięcy. Koszt całości inwestycji wyniósł 30,5 mln złotych. Dofinansowanie ze strony Ministerstwa Sportu i Rozwoju wyniosło 8 mln zł.
31 grudnia 2020 roku obiekt uzyskał pozwolenie na użytkowanie, a 4 stycznia 2021 roku pierwsza drużyna Cracovii odbyła tam trening oficjalnie inaugurując działalność centrum.

## Religia i obiekty kultu

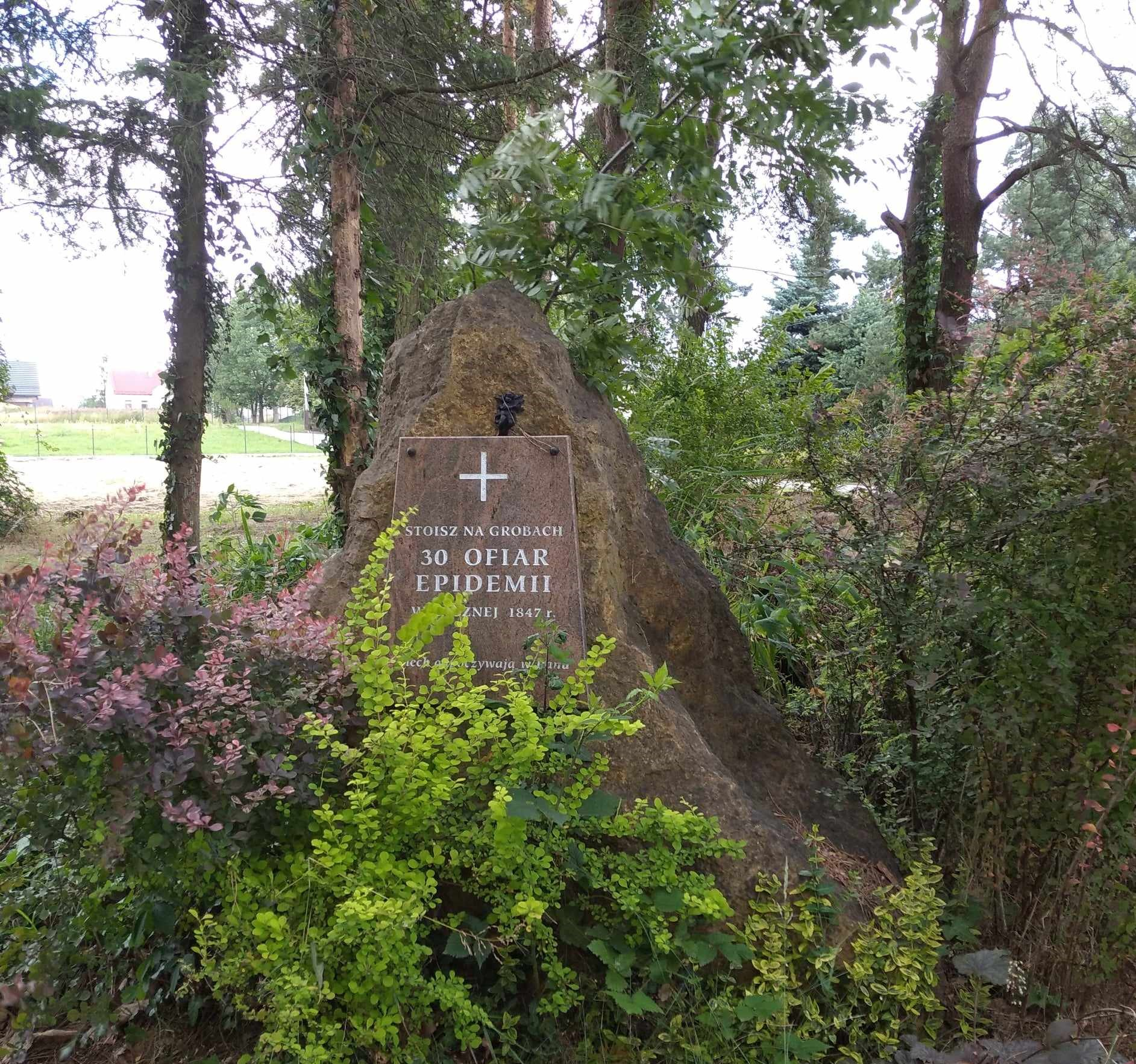
Obelisk w „Małym Lesie”

Rzymskokatoliccy mieszkańcy w Rącznej należą do Parafii Najświętszego Serca Pana Jezusa, którą erygowano w 1986. Parafia znajduje się w dekanacie czernichowskim w archidiecezji krakowskiej. Plebania znajduje się obok kościoła. Niedaleko granicy z Dąbrową Szlachecką na południowy zachód od kościoła mieści się cmentarz parafialny.
W samej Rącznej znajduje się dziesięć kapliczek. Na Wielkiej Drodze usytuowana jest kapliczka „Sobieskiego” pochodząca z XIX wieku. Kapliczka z 1929, krzyż oraz obelisk kamiennym upamiętniający wizytę kard. Karola Wojtyły w 1971, znajdują się 100 m od kościoła przy drodze z kościoła na cmentarz. Na Podlesiu znajduje się kapliczka z figurką Matki Boskiej i Jezusa Chrystusa z XVIII wieku. Na Dzikowcu usytuowana jest kapliczka z XVII wieku. Cztery kapliczki znajdują się przy domach mieszkańców. Kapliczka znajduje się również przy szkole podstawowej, wzniesiona w 2000 roku. Przy granicy ze wsią Ściejowice znajduje się kapliczka z XX wieku. Na drodze na wschód od kościoła w kierunku Centrum znajduje się krzyż.
250 m na południe od szkoły w „Małym Lesie” znajduje się cmentarz choleryczny, powstał po zarazie cholery, jaka nawiedziła Galicję w 1847. Spoczęło na nim około 30 osób. Mogiła oznaczona jest metalowym krzyżem oraz obeliskiem kamiennym z pamiątkową tablicą.
W miejscowości nie istnieją obiekty religijne innych wyznań, tylko związane z Kościołem katolickim.

## Obiekty zabytkowe i objęte ochroną

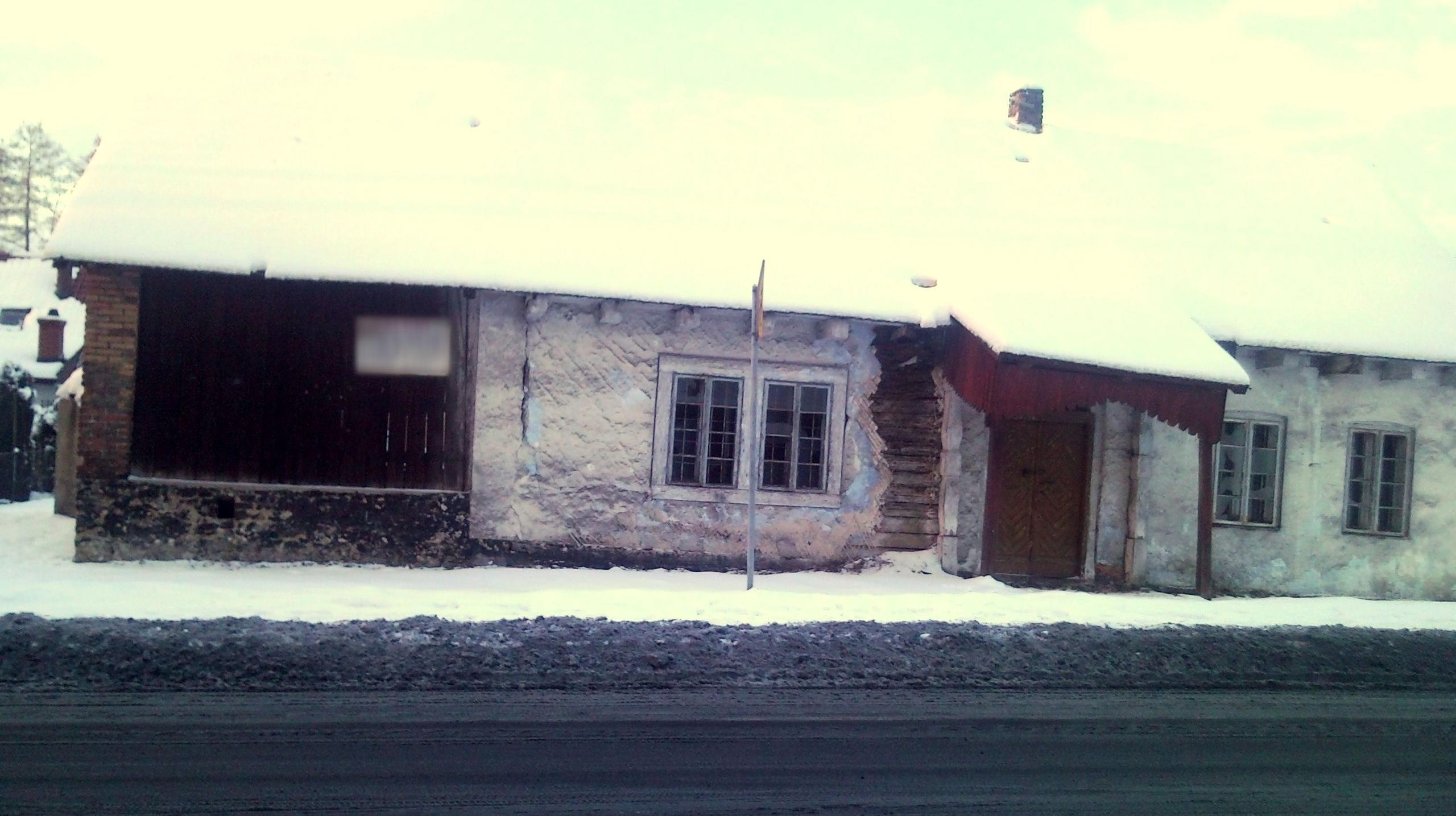
Dom Ciotki Packi (2013)

- Kapliczka Sobieskiego (zwana Na Górze) – znajdująca się na Wielkiej Drodze, wybudowana w 1831, upamiętniająca postój wojsk Jana III Sobieskiego 15 sierpnia 1683 w drodze na odsiecz do Wiednia[35]. Mieszkańcy Rącznej twierdzili, że gościli króla obiadem. Podczas jej odnowy w 1949 zostało odnalezione szklane naczynie, a w nim dokument podpisany przez Sobieskiego, to słowa świadków, sam dokument nie został zachowany. Kapliczka miała zostać zbudowana na pamiątkę owego postoju. Inna wersja głosi, że przy kapliczce jest pochowany rycerz, który zmarł w drodze z Krakowa do Czernichowa[72].
- Dom parafialny (zwany domem Ciotki Packi) – drewniany dom pochodzący z XIX wieku, odbywały się w nim lekcje religii[73].
- Kapliczka z XIX wieku – znajduje się niedaleko kościoła[73].
- Szkoła z 1892 – nadal działająca szkoła podstawowa[73].